# Adolf Ludvig Levin
Adolf Ludvig Levin, ursprungligen Moses Marcus Levi, född 22 februari 1733, död 19 januari 1807, var en svensk köpman och godsägare. 

## Biografi
Levin föddes 1733 i hertigdömet Holstein, i nuvarande norra Tyskland. Hans föräldrar var läkaren Marcus Moses Levi (cirka 1700-1744) och Henne Levi (cirka 1707-1806). Släkten kom förmodligen från Schleswig-Holstein, men kan ha kommit dit från Portugal.
Levin, som härstammade från en av de äldsta judiska familjerna i Danmark (Fredricia), lär av konung Adolf Fredrik hava blivit anmodad att överflytta till Sverige. 1748 flyttade Levin till Sverige från Danmark och välkomnades redan som tonåring i den svenska kungafamiljens krets. 1754 konverterade han till den lutherska kristendomen och döptes till Adolf Ludvig Levin. Sitt första förnamn fick han efter kung Adolf Fredrik, vilken liksom drottning Lovisa Ulrika stod fadder vid dopet i Maria Magdalena kyrka i Stockholm. 
Levin ägnade sig åt möbelaffärer och tjänade mycket pengar tack vare sina kungliga beskyddare. Året 1769 inköpte han Herrön i Ösmo socken och södra delen av Muskö med Arbottna säteri, samt tillhörande torp och gårdar, kvarn och tegelbruk, land och fiskevatten. Därefter lät han 1776 bygga Ludvigsbergs herrgård på Musköns mellersta, västra del där ett bondehemman Skarpa tidigare legat i ett område strax norr om kyrkan. De flesta av gården Skarpas byggnader utplånades och ersattes med den nya herrgården och fyra flygelbyggnader.
Dessutom lyckades han köpa Stenbockska palatset på Riddarholmen i Stockholm, styckade tomten och sålde palatset igen. På den avstyckade tomten ritade sedan arkitekten Erik Palmstedt en ståndsmässig villa för honom. Levin ingick 1758 äktenskap med Maria Becker (1736-1801) och paret fick tillsammans elva barn. Tio av barnen överlevde föräldrarna. De tre yngsta sönerna ärvde sätesgårdarna som omvandlats till fideikommiss. Efter faderns död 1807 övertogs Ludvigsberg av den näst yngste sonen Per Ludvig Levin (1777–1853). De andra två sönerna fick Herrön och Arbottna.

## Levins fastigheter (urval)

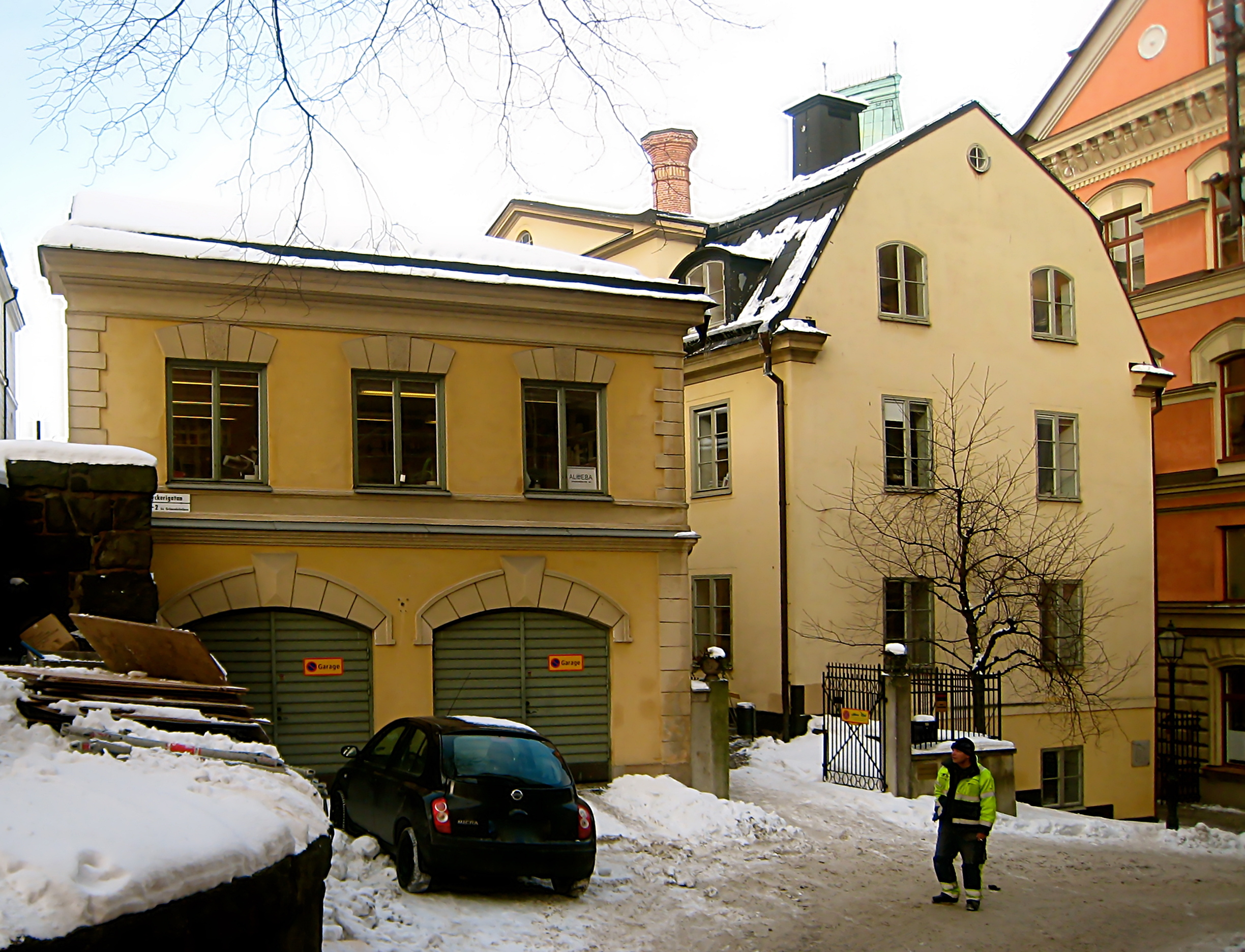
Levins villa på Riddarholmen.
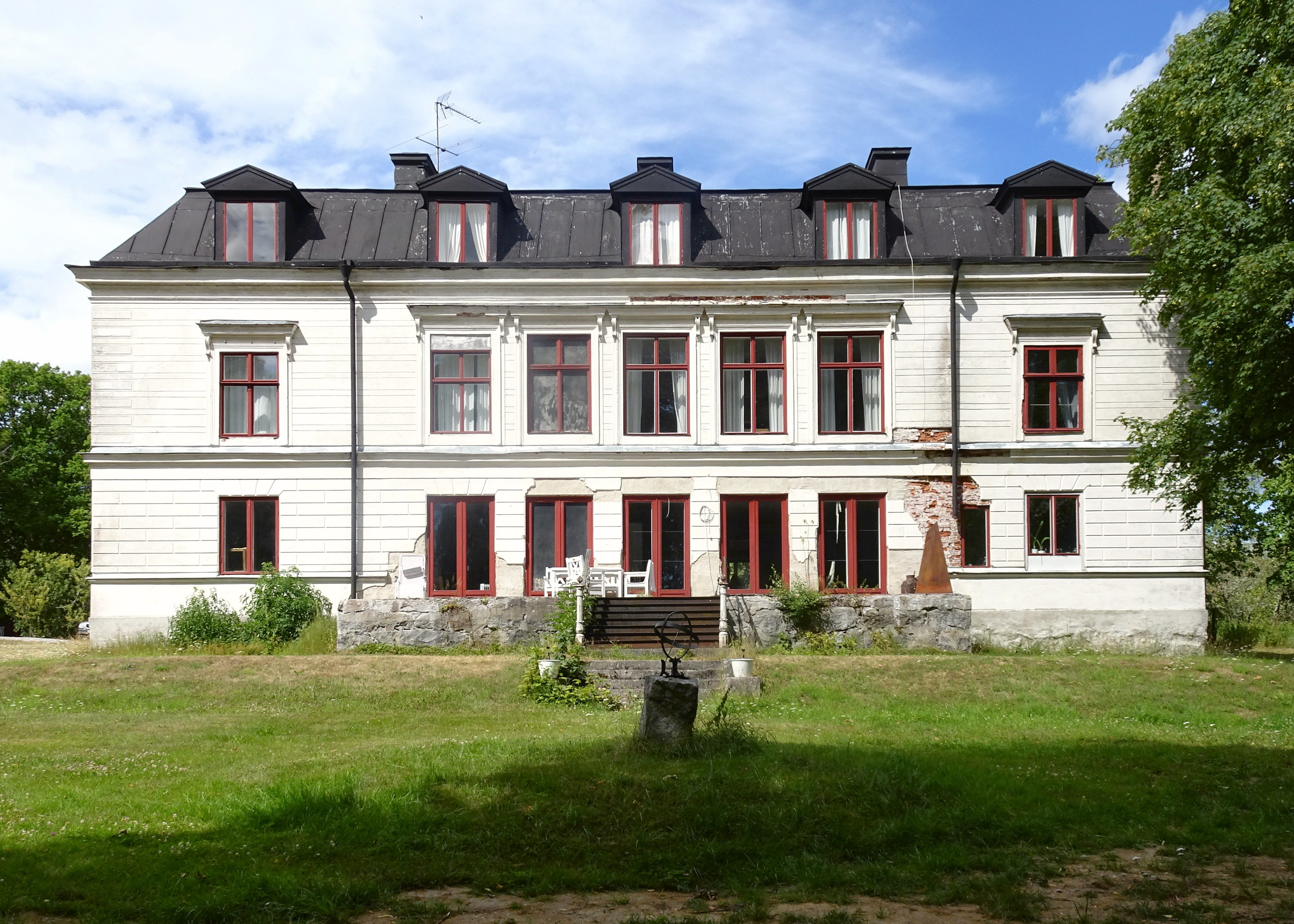
Arbottna säteri på Muskön.
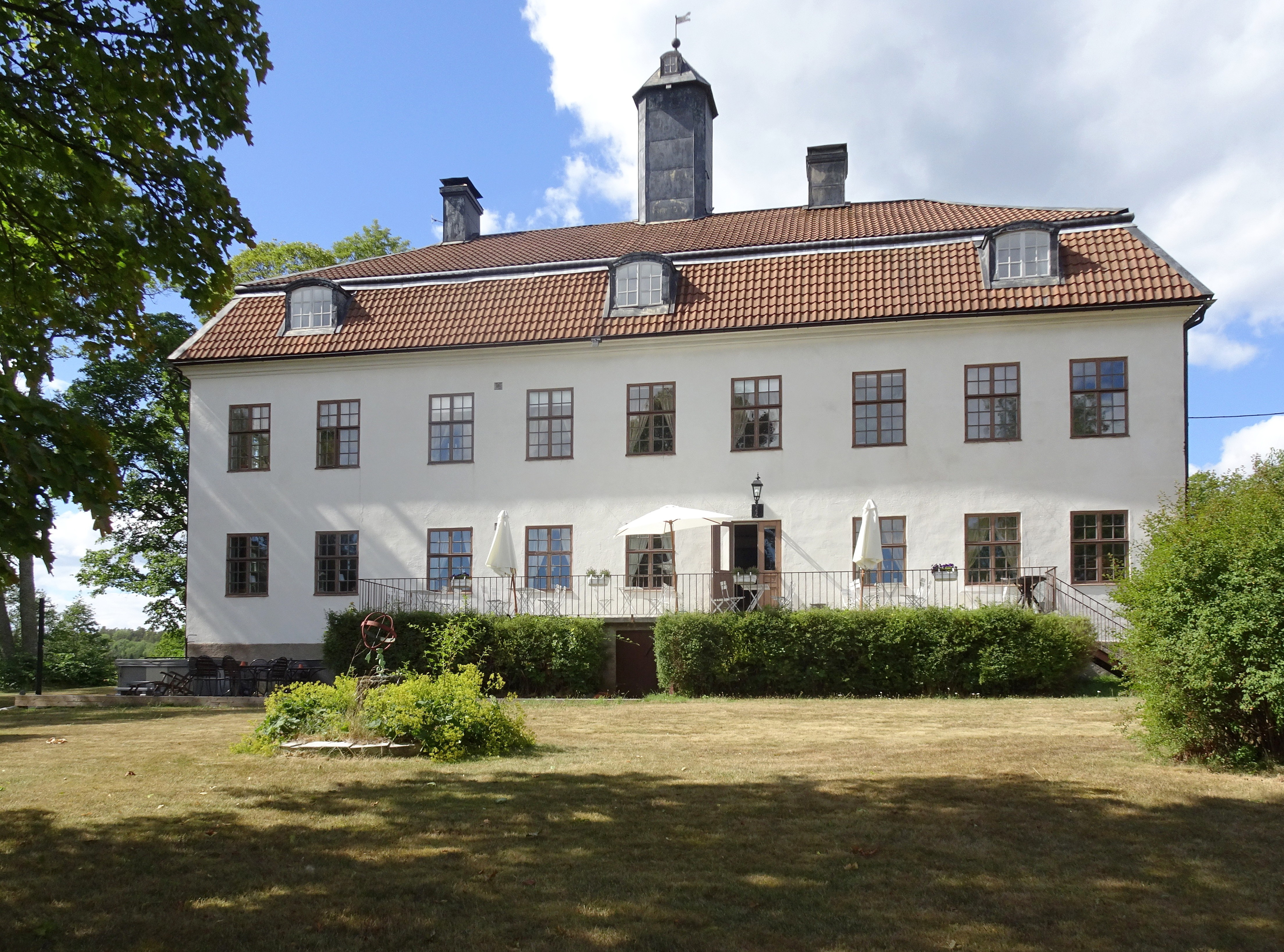
Ludvigsbergs herrgård på Muskön.